# Deep Water
Deep Water, es un drama australiano transmitido del 5 de octubre del 2016 hasta el 26 de octubre del 2016 por medio de la cadena SBS.
La miniserie estuvo inspirada en los verdaderos crímenes de odio homófobo ocurridos en Sídney entre los años 1980 y 1990.
Contó con la participación invitada de los actores Deborah Kennedy, Fletcher Humphrys, Geoff Morrell, Anita Hegh, Justin Holborow, Nathan Lovejoy, Samuel Stevenson, Leigh Scully, entre otros.

## Historia
Situada en la icónica Bondi, la miniserie sigue a los detectives Nick y Tori Lustigman, a quienes se les asigna un caso de asesinato brutal, sin embargo mientras investigan las cosas comienzan a complicarse cuando descubren que el asesinato en realidad está relacionado con una serie de inexplicables muertes, "suicidios" y desapariciones entre los años 80 y 90.
Sus vidas personales también se verán afectadas por la siniestra red relacionada al caso, en especial cuando Tori comienza a descubrir la relación entre la desaparición de su hermano adolescente con la de los otros casos.

## Personajes[1]

### Personajes principales
| Actor                                 | Personaje                                                            | Ocupación         | N.º de episodios | Duración |
| ------------------------------------- | -------------------------------------------------------------------- | ----------------- | ---------------- | -------- |
| Noah Taylor                           | Nick Manning                                                         | Detective         | 4                | 2016     |
| Yael Stone Ashley Bolding             | Tori Lustigman (de adulta) Tori Lustigman (de joven)                 | Detective         | 4 2              | 2016     |
| William McInnes                       | Peel                                                                 | Inspector en Jefe | 4                | 2016     |
| Danielle Cormack                      | Brenda Lopez                                                         | -                 | 4                | 2016     |
| Jeremy Lindsay Taylor Tainui Richmond | Oscar Taylor (de adulto) Oscar Taylor (de joven)                     | -                 | 4 2              | 2016     |
| Craig McLachlan Alistair Cooke        | Kyle "Hammers" Hampton (de adulto) Kyle "Hammers" Hampton (de joven) | -                 | 4 3              | 2016     |
| Dan Spielman Damian Hempstead         | Rhys (de adulto) Rhys (de joven)                                     | -                 | 4 2              | 2016     |

### Personajes secundarios
| Actor                          | Personaje                                        | Ocupación | No. de Episodios | Duración |
| ------------------------------ | ------------------------------------------------ | --------- | ---------------- | -------- |
| Ben Oxenbould Caleb McClure    | Chris Toohey (de adulto) Chris Toohey (de joven) | -         | 4 2              | 2016     |
| Simon Burke                    | Simon Mawbrey                                    | Abogado   | 4                | 2016     |
| John Brumpton                  | Eddie Mac                                        | -         | 4                | 2016     |
| Victoria Haralabidou           | Anna Rexhaj                                      | -         | 4                | 2016     |
| Simon Elrahi                   | Ismail Rexhaj                                    | -         | 4                | 2016     |
| George H. Xanthis              | Rohan Asad                                       | -         | 4                | 2016     |
| Renee Lim                      | Ginger                                           | Detective | 4                | 2016     |
| Julian Maroun                  | Haris Rexhaj / Amir                              | -         | 4                | 2016     |
| Olivia McNamara                | Cheryl (de joven)                                | -         | 4                | 2016     |
| Mitchell Butel Nicholas Barnes | Thomas Katz (de adulto) Thomas Katz (de joven)   | -         | 3 2              | 2016     |
| Otis Pavlovic                  | Will Lustigman                                   | -         | 2                | 2016     |
| Kevin Godfrey                  | Shane Lustigman (de joven)                       | -         | 2                | 2016     |
| Caroline Brazier               | Tina Toohey                                      | -         | 2                | 2016     |
| Justin Holborow                | Adamski (de joven)                               | -         | 2                | 2016     |
| Kane Johnson                   | Brett (de joven)                                 | -         | 2                | 2016     |
| Billy Wright                   | Terry (de joven)                                 | -         | 2                | 2016     |
| Clare Todorovitch              | Sally (de joven)                                 | -         | 2                | 2016     |

## Episodios
La miniserie de 4 episodios se estrenó el 5 de octubre del 2016 junto con un documental y una web-serie.

## Especiales y documental
- Deep Water: The Real Story.[3][4]
- Deep Water: Online Investigations.[5]

## Producción
Al frente del proyecto estuvo Miranda Dear y Darren Dale como productores y Sue Masters de SBS como productora ejecutiva, y contó con el apoyo en el guion de los escritores Kris Wyld y Kym Goldsworthy. La miniserie también contó con la participación de la compañía "Blackfella Films". 
La miniserie fue filmada y producida en suelo australiano.